# Енидоган (Аралык)
Енидоган (тур. Yenidoğan, арм. Ակոռի [Акори], курд. Axurî) — бывшее армянское село Ахури (Архури), расположенное на северных склонах горы Арарат. Ныне курдская деревня, в административно территориальном плане находящаяся в Аралыкском районе турецкой провинции Ыгдыр

## История

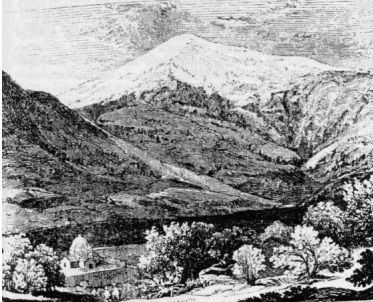
Армянский монастырь св. Якова на склоне горы Арарат. Зарисовка Ф.Паррота 1829 года

Согласно армянской легенде село было основано Ноем, который при выходе из ковчега, развёл здесь виноградный сад. Позже на этом месте была построена церковь святого Якова и возникло селение получившее название Ахури, которое по-армянски значит «посадил виноград». Отсюда Ной со своим семейством переселился в место ныне известное как Нахичеван. 
Село Ахури располагалось на северном склоне горы Арарат в долине Св.Якова, и насчитывало 200 домов армян и 1600 жителей. Исходя из надписей на могильных плитах, в селе уже в VIII веке была армянская церковь. На километр выше селения находился монастырь Святого Якова. Ахури была знаменита своими садами. Помимо фруктов в окрестностях села выращивали пшеницу и ячмень. По определению Петра Семёнова Ахури принадлежала к числу прекраснейших и обширнейших деревень Армении
В 441 году близ села произошла битва армянских войск с вторгнувшимися в регион персидскими войсками. Армянская конная эскадрилья насчитывающая 300 всадников заманили 7000 персов к горам Арарата и в конечном итоге разгромили персидские войска
В 1829 году, после двух неудачных попыток, Фридрих Паррот с группой, куда входили  Хачатур Абовян, Василий Фёдоров, Алексей Здоровенко, Матвей Чалпанов, Ованнес Айвазян и Мурад Погосян совершили из деревни первое в истории восхождение на Арарат. 
Село было разрушено землетрясением 1840 года, которое унесло жизни 2000 жителей села и полностью разрушило монастырь св. Якова. По другим данным население и все постройки села погибли 20 июля 1840 года, в результате снежного обвала. 

«Гeогpaфичeско-стaтистичecкий cлoваpь Рoссийcкой Импepии» изданный в 1863 году, так описывает события  связанные землетрясением:
Последнее землетрясение происходило на Арарате в 1840 году. Жертвами были монастырь Св.Якова  и цветущее селение Архури, состоявшее из 200 домов. Они были разрушены до основания, стерты с лица земли и засыпаны страшными обвалами, состоящими из массы скал, снегов и льдов, скатившихся с верхних частей Арарата, так что все, без исключения, жители Архури погибли. Вся долина Св. Якова на протяжении 7 верст, была завалена обвалами. Через 4 дня после сильного удара землетрясения, масса обвалов, висевшая над долиною Аракса, двинулась вперед и, превратясь в опустошительные потоки густой грязи, прошла в 2 минуты 20 вер.; до реки Карасу. Тоже землетрясение отозвалось во всей Армении. В Нахичевани было разрушено 780 домов, в Ордубаде 460, а в различных селениях 6,800. Равнина Аракса истрескалась во многих направлениях, а самая река, выступив из берегов, с страшным волнением, произвела наводнения на многих пунктах.

В свою очередь, в 1877 году, ирландский геолог Джеймс Браун так описывал гибель деревни:
Раньше здесь стояла приятная маленькая армянская деревня с двумястами домов, называемая Аргури, или Агурри. Неподалеку от деревни... стоял небольшой монастырь Святого Иакова, которому было восемь столетий. Ближе к закату вечером 20 июня 1840 года внезапный толчок землетрясения, сопровождавшийся подземным гулом и сопровождавшийся ужасающим порывом ветра, обрушил дома Аргури и в тот же момент отделил огромные массы камня с прилегающим к ним льдом от скал, окружающих пропасть. Ливень падающих камней в одно мгновение обрушился на деревню, монастырь и курдский лагерь на пастбищах наверху. Ни одна душа не выжила, чтобы рассказать об этом. Маленький монастырь, где Паррот так счастливо жил среди нескольких старых монахов, исчез навсегда
До 1840 года, когда деревня была разрушена, все восхождения на Арарат начинались из нее
В августе 2020 года на армянском кладбище села турецкой полицией были пойманы семь расхитителей могил, которые в поисках наживы раскапывали могилы усопших.

## Современность
На сегодняшний день село заселено курдами и называется Енидоган и находится в Аралыкском районе, провинции Ыгдыр (Турция). Курды составляют большинство населения.